# Xanthorhoe interrufata
Xanthorhoe interrufata är en fjärilsart som beskrevs av W. Warren 1906. Xanthorhoe interrufata ingår i släktet Xanthorhoe och familjen mätare. Inga underarter finns listade i Catalogue of Life.